# پائولوس آرایوری
پائولوس آرایوری (فنلاندی: Paulus Arajuuri؛ زادهٔ ۱۵ ژوئن ۱۹۸۸) بازیکن فوتبال اهل فنلاند است.
از باشگاه‌هایی که در آن بازی کرده‌است می‌توان به باشگاه فوتبال لخ پوزنان، باشگاه فوتبال هلسینکی، باشگاه فوتبال بروندبی و باشگاه فوتبال کالمار اشاره کرد.
وی همچنین در تیم‌های ملی فوتبال زیر ۲۰ سال فنلاند، زیر ۲۱ سال فنلاند، و فنلاند بازی کرده‌است.